# Гштадт-ам-Кімзе
Гштадт-ам-Кімзе (нім. Gstadt am Chiemsee) — громада в Німеччині, розташована в землі Баварія. Підпорядковується адміністративному округу Верхня Баварія. Входить до складу району Розенгайм. Складова частина об'єднання громад Брайтбрунн.
Площа — 10,70 км2. Населення становить 1211 ос. (станом на 31 грудня 2020).

## Географії

### Адміністративний поділ
Громада  складається з 15 районів:
- Голленсгаузен
- Гштадт
- Айх
- Айгльсбух
- Айшинг
- Ед
- Лінцинг
- Лінцингер-Мос
- Лойбертінг
- Міттерндорф
- Плетцинг
- Прайнерсдорф
- Шальхен
- Зель
- Вайнгартен